# Doris Mable Cochran
Doris Mable Cochran (18 de maio de 1898 - 22 de maio de 1968) foi uma herpetologista americana e curadora da American Natural Collection na Smithsonian Institution em Washington, DC, por muitos anos.

## Vida
Nascida em North Girard, Pensilvânia, ela cresceu em Washington, DC, depois que seu pai se mudou para lá para um emprego no governo.
Enquanto estudante da Universidade George Washington (AB 1920, MS 1921), trabalhou no Departamento de Guerra e tornou-se Assessora da Divisão de Herpetologia do Museu Nacional dos Estados Unidos . Embora o museu estivesse sob a curadoria de Leonhard Stejneger, Cochran era responsável pela administração das coleções herpetológicas. Em 1927, tornou-se curadora assistente e, em 1942, curadora associada pouco antes da morte de Stejneger.
Ela conquistou um Ph.D. na Universidade de Maryland em 1933, com uma tese sobre a musculatura do siri-azul . Ela se tornou a primeira mulher curadora em 1956 até sua aposentadoria em 1968, aos 70 anos.
Após concluir os estudos na Corcoran Art School e desenvolver seus talentos como artista, Cochran tornou-se ilustradora científica não apenas para seus próprios trabalhos, mas também para os de seus colegas.
A pesquisa de Cochran foi focada principalmente na herpetofauna das Índias Ocidentais e da América do Sul, particularmente no Haiti. Ela publicou 90 artigos taxonômicos entre 1922 e sua morte (quatro dias após sua aposentadoria em 1968), nos quais descreveu oito novos gêneros e 125 espécies e subespécies, além de folhetos de guerra para os militares que identificavam répteis venenosos. Seus 20 anos de estudos das Índias Ocidentais culminaram em A Herpetologia de Hispaniola em 1941. Ela visitou o Haiti duas vezes, em 1935 e 1962-1963. No Haiti, ela trabalhava com Adolpho Lutz e sua filha Bertha .
Seu livro mais popular foi Anfíbios Vivos do Mundo, publicado em 1961. Quando visitou o Brasil, Cochran recebeu uma doação de 3.000 sapos brasileiros de Adolpho Lutz e escreveu sobre sapos da América do Sul em Sapos do sudeste do Brasil em 1954 e Sapos da Colômbia em 1970 (postumamente).

## Honras
Cochran foi a segunda pessoa a ser eleita membro ilustre da Sociedade Americana de Ictiologistas e Herpetologistas em 1962 e serviu como sua primeira secretária. Pelo menos seis répteis foram nomeados em homenagem a Doris Cochran, dos quais quatro ainda são considerados válidos: Aristelliger cochranae GRANT 1931, Gelanesaurus cochranae ( BURT & BURT 1931), Sphaerodactylus cochranae RUIBAL 1946, Gongylosoma baliodeirus cochranae ( TAYLOR 1962).

## Lista parcial de trabalhos publicados
- (1930). Vertebrados de sangue frio . (Nova York: Smithsonian Institution).
- (1934). Coleções herpetológicas das Índias Ocidentais, feitas pelo Dr. Paul Bartsch com a bolsa Walter Rathbone Bacon, 1928-1930 . (Nova York: Smithsonian Institution).
- (1935). A musculatura esquelética do siri-azul Callinectes sapidus Rathbun . (Nova York: Smithsonian Institution).
- (1941). A Herpetologia de Hispaniola . (Washington, DC: Escritório de Impressão do Governo dos Estados Unidos).
- (1954). Sapos do sudeste do Brasil . (Washington, DC: Smithsonian Institution).
- (1961). Anfíbios vivos do mundo . (Garden City, Nova Iorque: Doubleday).
- (1961). Digite espécimes de répteis e anfíbios no Museu Nacional dos EUA . (Washington, DC: Smithsonian Institution).
- (1970). Sapos da Colômbia . (Washington, DC: Smithsonian Institution).
- (1970). (com Coleman J. Goin ). O novo livro de campo de répteis e anfíbios; mais de 200 fotografias e diagramas . (Nova York: Filhos do GP Putnam).